# Ножот (вестник)
„Ножот“ с подзаглавие Низов вестник на Македонската младежка прогресивна група „Ножот“ е нелегален български вестник, излизал през 1935 година.

## История
Вестникът е орган на Македонския младежки съюз, който е забранен след Деветнадесетомайския преврат и е близък до ВМРО (обединена). Вестникът е кръстен на известната Битка на Ножот. Във вестника пише и редактира Васил Ивановски. Печатан е на хектограф в печатницата „Божидар Митрев“ в София. Според други сведения е ръкописен с печатни букви. Излизат само два броя, като първият не е запазен. Запазен е втори брой от 5 май 1935 година. Срещу издателите на вестника е заведено дело в Софийския областен съд по Закона за защита на държавата.